# Байки (Башкортостан)
Байки (баш. Байҡы) — село в Караидельском районе Башкортостана, административный центр Байкинского сельсовета. Находится на реке Байки. Согласно переписи 2020 года население составляло 1062 человека.

## Население
| 2002 | 2009  | 2010  |
| ---- | ----- | ----- |
| 1132 | ↗1136 | ↘1095 |

Национальный состав
Согласно переписи 2002 года, преобладающая национальность — русские (64 %).

## Географическое положение
Находится на берегу Павловского водохранилища реки Уфы.
Расстояние до:
- районного центра (Караидель): 10 км,
- ближайшей ж/д станции (Щучье Озеро): 120 км.

## Религия
В селе есть православная церковь Архангела Михаила.

## Известные уроженцы
- Черепахин, Сергей Павлович (1 октября 1923 — 4 февраля 1989) — командир пулеметного расчета 240-го гвардейского стрелкового полка (74-я гвардейская стрелковая дивизия, 8-я гвардейская армия, 1-й Белорусский фронт), Герой Советского Союза.
- Владлен Михайлович Сухорослов[бел.] (род. 1941) — белорусский и российский архитектор.